# Martín Gabriel Güemes
Martín Gabriel Güemes y Güemes (Salta, 1858 - Rosario de la Frontera, 27 de febrero de 1897) fue un abogado y político argentino que ejerció como gobernador de la Provincia de Salta entre 1886 y 1889.
Era nieto de Martín Miguel de Güemes, héroe de la Guerra Gaucha y primer gobernador de la provincia autónoma, e hijo de Martín Güemes y Puch, también gobernador de la provincia de Salta, y de doña Adela Güemes Nadal, quien poseía una casa frente a la plaza de Rosario de la Frontera.

## Biografía

Escudo de la Familia Güemes.

Era el único hijo de Martín del Milagro Güemes y Puch, que fue gobernador de Salta entre 1857 y 1859. Estudió en Santa Fe y en Buenos Aires, donde se recibió de abogado en 1881. Regresó a su provincia natal, donde se dedicó a la política.
Fue Presidente del Concejo Municipal de Rosario de la Frontera entre los años 1885 y 1886, antes de ser elegido Gobernador de la Provincia de Salta.
Fue elegido gobernador al terminar el período de gobierno del coronel Juan Solá; aunque la constitución provincial exigía la edad mínima de 30 años para ser elegido gobernador y Güemes tenía 28, la legislatura, dirigida por Celedonio de la Cuesta, determinó ignorar esa disposición. Asumió el mando en julio de 1886. Entre sus ministros figuraron Exequiel Gallo, Luis Avelino Costas, Adolfo Martínez, David Zambrano y Juan Carlos Tamayo.
A muy poco de asumir debió enfrentar la epidemia de cólera que azotó la provincia, traída a la misma por los soldados regresados de la Guerra del Paraguay. El presidente del Consejo Nacional de Higiene huyó a los Valles Calchaquíes, adonde la enfermedad no llegó sino muy atenuada, mientras el único médico especializado en epidemiología, de apellido Serrey, se estableció en Metán y Camposanto; no obstante, la epidemia castigó con dureza también la capital provincial, Cerrillos, Chicoana, Rosario de Lerma, La Viña y Guachipas. El gobierno respondió a la emergencia creando una Junta de Sanidad, que logró controlar los efectos letales en varios casos.
Entre sus medidas más destacadas figuraron la fundación del Banco de la Provincia de Salta y la reglamentación de la ley de matrimonio civil. Estableció cuerpos de policía en toda la provincia y creó el Asilo "El Buen Pastor" en la capital.
El Poder Ejecutivo fue autorizado a vender el edificio y terreno del Cabildo de Salta, que sin embargo no fue vendido. Bajo su gobierno se reformó la constitución provincial. Extendió la educación primaria y realizó algunos progresos edilicios en la capital.
En 1887 fundó el pueblo de El Arenal (Ley Nº 265), en Rosario de la Frontera, para el cual donó tierras de su propiedad que antes habían pertenecido a su abuelo materno el coronel Domingo Puch.
Los grupos dominantes crearon el "Club 20 de Febrero" y el "Club del Progreso", que fueron tanto centros sociales como partidos políticos. Incapaz de tratar con la oposición de manera constructiva, logró la elección de diputados afines a su persona que respaldaron todas sus iniciativas de forma acrítica. Pese a la oposición de los dirigentes que no se adherían al gobernador, la población lo apoyaba en su gestión y sería recordado con cariño.
Al descender del cargo de gobernador fue elegido senador nacional, pero rara vez se presentó en la capital a ocupar su banca. Pasó la mayor parte del resto de su vida en su finca de Rosario de la Frontera, donde falleció a los 39 años, en febrero de 1897. No tuvo descendencia.